# Лув (река)
Лув (фр. Louve — «волчица») — река в швейцарском кантоне Во, в бассейне реки Роны; правый приток Флона. В границах города Лозанны протекает в основном по коллектору ливневой канализации в железнодорожном тоннеле Тридель — Себейон.
Исток Лува расположен в местечке Флонзель округа Лозанна (коммуна Мон-сюр-Лозанн) на высоте 665 метров над уровнем моря. Течёт на юг в направлении города Лозанны. Приближаясь к холму Ситэ, уходит в систему ливневой канализации под землю и впадает в реку Флон, которая, в свою очередь, вытекает в Женевское озеро. Средний расходы воды составляет 47 л/с.
Верховье Лува до Буа-Мерме обычно называют Малым Флоном. Именем реки названы улица и площадь Лозанны. Через реку в её верхнем течении проходит мост автомагистрали А9.